# Judianna Makovsky
Judianna Makovsky (ur. 24 sierpnia 1967 w New Jersey w USA) – amerykańska kostiumolog.

## Nagrody
- 1999 – nominacja do Saturna za kostiumy do filmu Miasteczko Pleasantville (Pleasantville)
- 1999 – nominacja do Oscara za kostiumy do filmu Miasteczko Pleasantville (Pleasantville)
- 2002 – nominacja do nagrody BAFTA za kostiumy do filmu Harry Potter i Kamień Filozoficzny (Harry Potter and the Sorcerer’s Stone)
- 2002 – Saturn za kostiumy do filmu Harry Potter i Kamień Filozoficzny (Harry Potter and the Sorcerer’s Stone)
- 2002 – nominacja do Oscara za kostiumy do filmu Harry Potter i Kamień Filozoficzny (Harry Potter and the Sorcerer’s Stone)
- 2004 – nominacja do Oscara za kostiumy do filmu Niepokonany Seabiscuit (Seabiscuit)

## Filmografia
- 2008 Cirque du Freak
- 2007 Skarb narodów: Księga tajemnic (National Treasure: The Book of Secrets)
- 2007 Mr. Brooks
- 2006 X-Men: Ostatni bastion (X-Men: The Last Stand)
- 2004 Skarb narodów (National Treasure)
- 2003 Niepokonany Seabiscuit (Seabiscuit)
- 2001 Harry Potter i Kamień Filozoficzny (Harry Potter and the Sorcerer’s Stone)
- 2000 Nazywał się Bagger Vance (The Legend of Bagger Vance)
- 1999 Gloria
- 1999 Gra o miłość (For Love of the Game)
- 1998 Miasteczko Pleasantville (Pleasantville)
- 1998 Totalna magia (Practical Magic)
- 1998 Wielkie nadzieje (Great Expectations)
- 1997 Lolita
- 1997 Adwokat diabła (The Devil's Advocate)
- 1996 Sztorm (White Squall)
- 1995 Mała księżniczka (A Little Princess)
- 1995 Szybcy i martwi (The Quick and the Dead)
- 1994 Spec (The Ref)
- 1994 Specjalista (The Specialist)
- 1993 Szósty stopień oddalenia (Six Degrees of Separation)
- 1993 Dzikie palmy (Wild Palms)
- 1990 Druga prawda (Reversal of Fortune)
- 1988 Duży (Big)
- 1987 Kamienne ogrody (Gardens of Stone)